# La Pelegrina (parel)

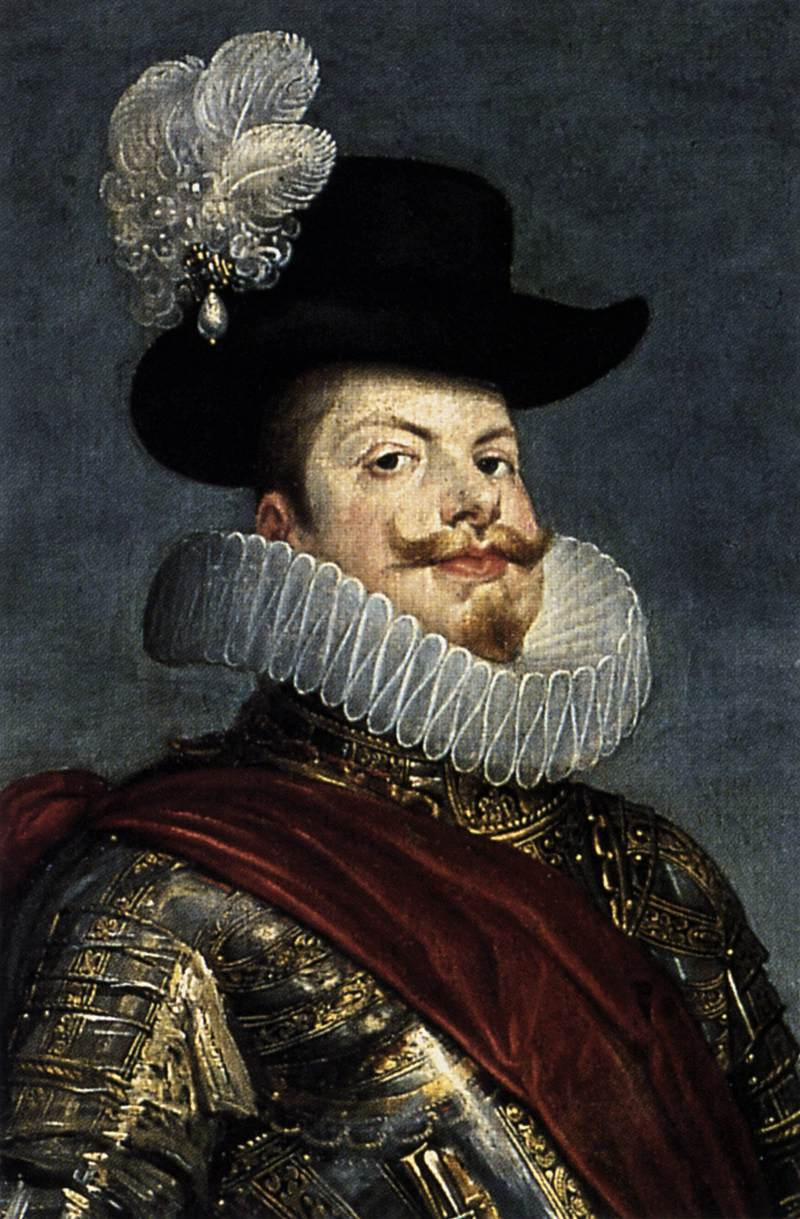
Portret van Filips III van Spanje met La Pelegrina op de hoed

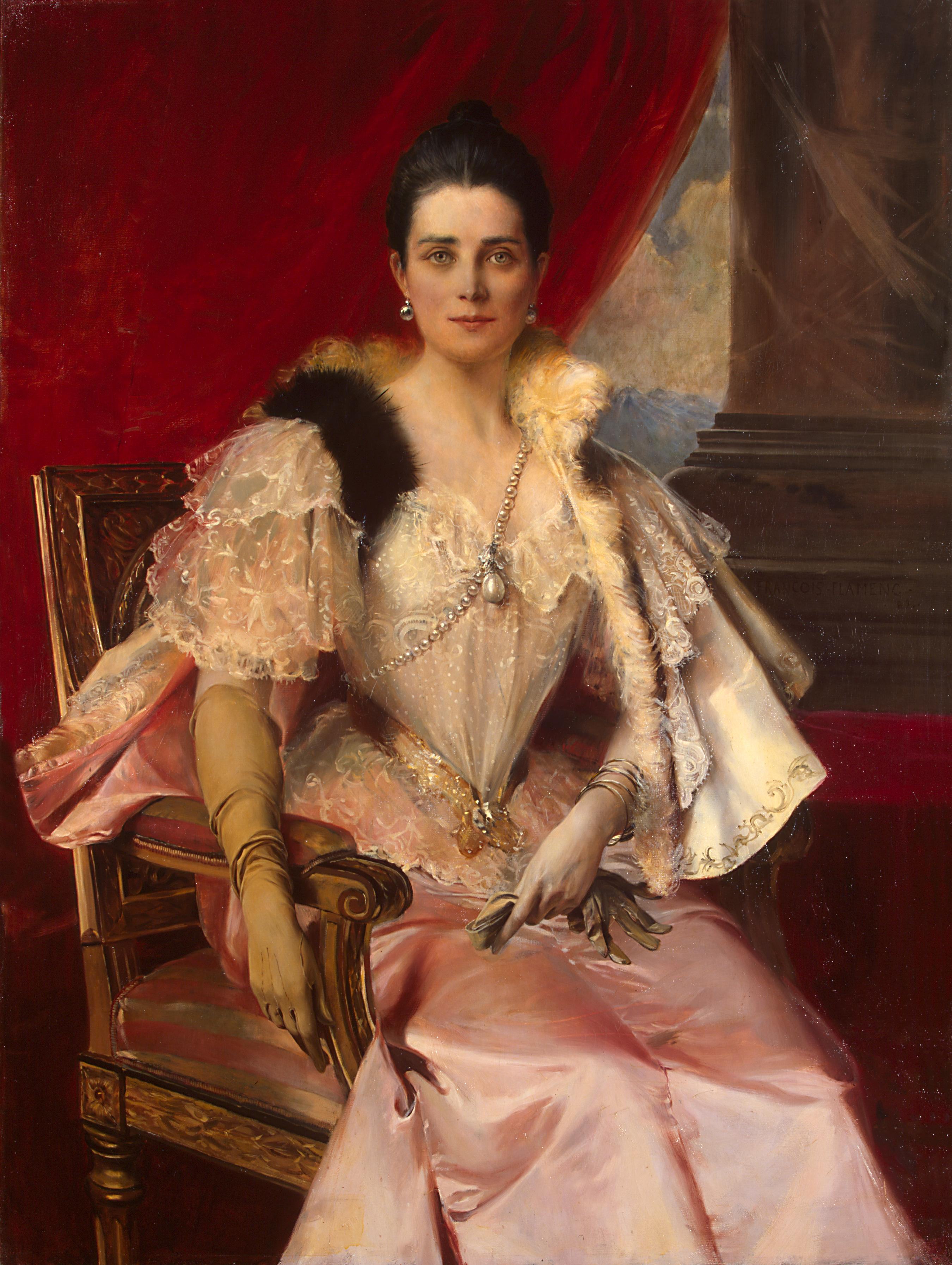
Portret van Zinaida Yusupova met La Pelegrina op de borst

La Pelegrina, ook wel "Pellegrina", niet te verwarren met La Peregrina, is een beroemde grote peervormige parel.
Deze parel is al meer dan 350 jaar bekend.
Het oorspronkelijke gewicht van deze peervormige witglanzende parel was 133.16 grein. De parel voldoet aan alle zeven kenmerken die de waarde van een parel bepalen; grootte, vorm, kleur, glans, kwaliteit van de oppervlakte en kwaliteit van het parelmoer. La Pelegrina is volmaakt van kleur, vorm, oppervlak en glans.
De parel werd volgens de overlevering in het midden van de 16de eeuw door een Afrikaanse slaaf aan de kust van het eiland van Santa Margarita, een van de Pareleilanden, in de Golf van Panama gevonden. De slaaf werd, zo luidt het verhaal, beloond met vrijheid.
De historicus en schrijver, Inca Garcilaso de la Vega, uit het Spaanse Onderkoninkrijk Peru, maakte de parel beroemd. Hij schreef in zijn "Koninklijke Commentaren over Peru" dat de peervormige parel een "lange nek" had en bovendien zo groot is als "het grootste duivenei". De waarde van de parel werd later in Europa geschat op veertienduizendvierhonderd dukaten maar Jacoba da Trezzo, een inwoner van Milaan, en een vooraanstaand hofjuwelier. stelde bij die gelegenheid dat de parel "dertig — vijftig — of zelfs honderdduizend dukaten waard was" omdat deze "zonder weerga in de wereld was".
De parel maakte haar eerste verschijning in Spanje in 1660, toen Filips IV van Spanje het sieraad aan zijn dochter Maria Theresia gaf. De gelegenheid was haar huwelijk met Lodewijk XIV van Frankrijk. Voordat de Spaanse koning de parel weggaf aan zijn dochter droeg hij de deze zelf samen met een diamant, de Spiegel van Portugal als aigrette of versiering van de hoed.
Na de dood van Maria Theresa in 1683 dook La Pelegrina pas in 1826 weer in Sint-Petersburg op. Hoewel het niet bekend is wat er met de parel gebeurde na Maria Theresia's dood zal ze tot de Franse revolutie tot de Franse kroonjuwelen hebben behoord. De laatste Koninklijke eigenaar zal Lodewijk XVI van Frankrijk zijn geweest.

## Verwarring over La Peregrina
George Kunz and Charles Stevenson opperen in "The Book of the Pearl" de mogelijkheid dat de in 1792 uit de Franse bewaarplaats van de kroonjuwelen gestolen La Reine des Perles identiek is met La Pelegrina van 111 1/2 grein oftewel 27.62 karaat. Wanneer dat juist is dan werd de Franse parel bij het opmaken van de inventaris niet juist gewogen.
De Franse kroonjuwelen werden rijdens de Franse Revolutie uit de Garde-Meuble (koninklijke schatkamer) in Parijs gestolen. Het is mogelijk dat La Pelegrina samen met de Grote Sancy diamant en Frans "blauwe diamant van de Kroon", waarschijnlijk de latere Hopediamant, gestolen werd.
In 1818 verscheen een studie van 48 pagina's, getiteld "Essai sur la Pellegrina", van de hand van G. Fisher de Waldheim, vicepresident van de Keizerlijke Medisch-Chirurgische Academie, over een bijzonder grote en volmaakte ronde parel. Fisher de Waldheim identificeerde de parel als la Pellegrina. Deze zou in Genua door een van de Griekse gebroeders Zozima van een Engelse admiraal zijn gekocht, die juist terugkeerde van een reis naar India.
Deze luisterrijke ronde parel wordt geïdentificeerd als de parel die na de dood van Z. P. Zozima in 1827 aan het Prinselijke Huis Joesoepov werd verkocht.
De identificatie gaat voorbij aan het gegeven dat La Pelegrina in de oudste beschrijvingen peerrvormig was en de parel van Zozima volmaakt rond was.

## De parel van de Yousoupovs
Prinses Zinaida Yusupova liet portretten schilderen waarop ze een grote peervormige parel droeg. De parel viel na haar overlijden toe aan haar zoon, Prins Felix Joesoepov.
Tijdens de Oktoberrevolutie van 1917 werden veel juwelen uit de collectie Joesoepov gestolen door de Bolsjewieken, maar de grote ronde parel werd uit Rusland gesmokkeld. Tijdens de daarvolgende jaren in ballingschap verkocht de verarmde Prins Felix enkele van zijn juwelen, maar hij kon zich er aanvankelijk niet toe brengen om ook de parel die vermoedelijk La Pelegrina was, een van zijn favoriete schatten, te verkopen. Pas in 1953 werd de parel aan een juwelier in Genève verkocht.
Abernathyparel ·
Parel van Bao Dai · 
La Pelegrina · 
Gogibus ·
Shah Sofi ·
La Peregrina ·
Sara/Tavernier/Shaista Khan · 
Parel van Allah ·
Parel van Karel I ·
Parel van Karel II ·
Jomonparel · 
Greshamparel ·
La Reine des Perles ·
Abernathyparel · 
La Huerfana · 
De Hopeparel · 
Imperial Hong Kong Pearl ·
La Régente ·
Parel van Koeweit ·
Manciniparels · 
Drexelparel ·
De Parel van Azië · 
Arco-Valleyparel · 
Christopher Walling Abaloneparel · 
Survivalparel · 
Oviedoparel ·
Queen/Patersonparel